# Challenger de Segovia 2014
El Open Castilla y León 2014 fue un torneo de tenis profesional jugado en canchas de pista dura. Se disputó la 29ª edición del torneo que formó parte del circuito ATP Challenger Tour 2014. Se llevó a cabo en Segovia, España entre el 28 de julio y el 3 de agosto de 2014.

## Jugadores participantes del cuadro de individuales

### Cabezas de serie
| País               | Jugador                  | Rank1 | Favorito |
| ------------------ | ------------------------ | ----- | -------- |
| Bandera de Francia | Adrian Mannarino         | 101   | 1        |
| Bandera de Rusia   | Aleksandr Kudriávtsev    | 149   | 2        |
| Bandera de Turquía | Marsel Ilhan             | 152   | 3        |
| Bandera de Francia | Grégoire Burquier        | 169   | 4        |
| Bandera de Suiza   | Marco Chiudinelli        | 173   | 5        |
| Bandera de Rusia   | Konstantín Kravchuk      | 177   | 6        |
| Bandera de Serbia  | Ilija Bozoljac           | 179   | 7        |
| Bandera de España  | Adrián Menéndez-Maceiras | 195   | 8        |

- 1 Se ha tomado en cuenta el ranking del 21 de julio de 2014.

## Jugadores participantes en el cuadro de dobles

### Cabezas de serie
| País                                  | Jugador        | País                    | Jugador                   | Rank1 | Favorito |
| ------------------------------------- | -------------- | ----------------------- | ------------------------- | ----- | -------- |
| Bandera de la República Popular China | Mao-Xin Gong   | Bandera de China Taipéi | Hsien-Yin Peng            | 281   | 1        |
| Bandera de Irlanda                    | James Cluskey  | Bandera de España       | Adrián Menéndez-Maceiras  | 303   | 2        |
| Bandera de Venezuela                  | Roberto Maytín | Bandera de México       | Miguel Ángel Reyes Varela | 312   | 3        |
| Bandera de Serbia                     | Ilija Bozoljac | Bandera de Serbia       | Goran Tošić               | 406   | 4        |

- 1 Se ha tomado en cuenta el ranking del 21 de julio de 2014.

## Campeones

### Individual Masculino
- Adrian Mannarino derrotó en la final a  Adrián Menéndez-Maceiras por 6-3 y 6-0.

### Dobles Masculino
- Victor Baluda /  Alexander Kudryavtsev derrotaron en la final a  Brydan Klein / Nikola Mektić por 6-2, 4-6, 10-3.